# 那不勒斯 (南达科他州)
那不勒斯（英語：Naples），是美国南达科他州下属的一座城市。根据2010年美国人口普查，该市有人口41人。论人口在本州排行第286。